# Thyene mutica
Espèce
Synonymes
- Brancus muticus Simon, 1902
- Brancus bevisi Lessert, 1925

Thyene mutica est une espèce d'araignées aranéomorphes de la famille des Salticidae.

## Distribution
Cette espèce se rencontre en Afrique de l'Ouest, en Afrique centrale, en Afrique australe et en Ouganda.

## Description
Le mâle holotype mesure 6,7 mm.
La carapace du mâle décrit par Azarkina et Foord en 2013 mesure 2,59 mm de long sur 2,32 mm et l'abdomen 2,88 mm de long sur 1,58 mm et la carapace de la femelle mesure 2,40 mm de long sur 2,10 mm et l'abdomen 4,50 mm de long sur 2,50 mm.

## Systématique et taxinomie
Cette espèce a été décrite sous le protonyme Brancus muticus par Simon en 1902. Elle est placée dans le genre Thyene par Wesołowska et Russell-Smith en 2022.
Brancus bevisi a été placée en synonymie par Wesołowska et Russell-Smith en 2011.

## Publication originale
- Simon, 1902 : « Études arachnologiques. 31e Mémoire. LI. Descriptions d'espèces nouvelles de la famille des Salticidae (suite). » Annales de la Société Entomologique de France, vol. 71 p. 389-421 (texte intégral).